# Joseph-Paul Rambaud

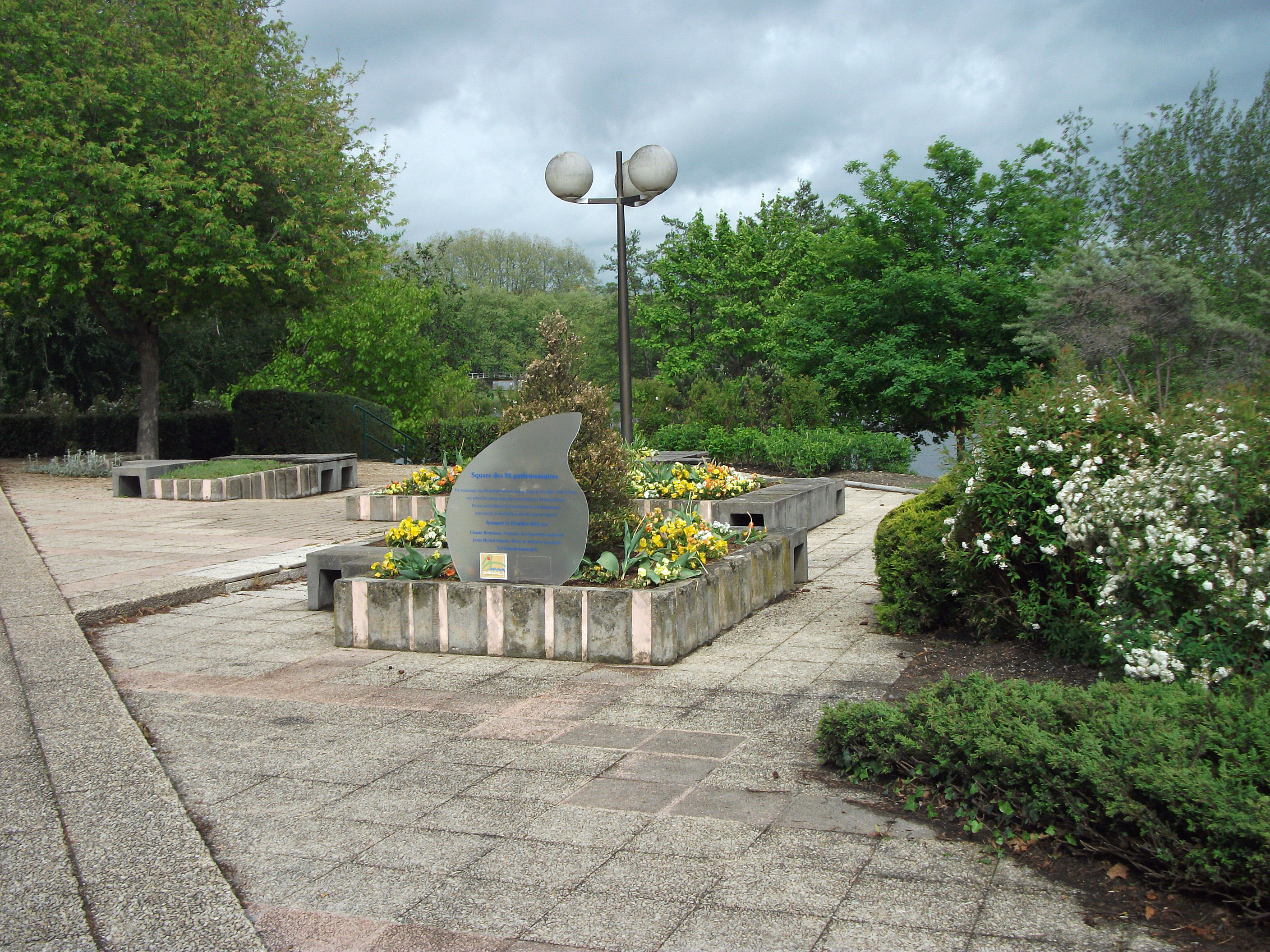
Bellerive-sur-Allier, Square des 80 Parlementaires

Joseph-Paul Rambaud (* 5. Dezember 1879 in Pamiers; † 2. Oktober 1944 in KZ Buchenwald) war ein französischer Politiker während der Dritten Republik. Er gehörte zu den quatre-vingts, also den achtzig Abgeordneten, die am 10. Juli 1940 Philippe Pétain die diktatorischen Vollmachten verweigerten. Er wurde in Buchenwald ermordet.

## Leben
Joseph-Paul Rambaud studierte Medizin in Toulouse und kehrte 1904 in seine Heimatstadt zurück, um dort zu praktizieren. Er trat der Radikalen Partei bei und wurde 1905 Vorsitzender des Radikalen Komitees von Pamiers. Im Jahr 1919 wurde er zum Bürgermeister und Generalrat von Pamiers gewählt und bis 1940 ständig wiedergewählt. Er ließ die vollständige Elektrifizierung des Kantons durchführen. Im Jahr 1925 wurde er Vorsitzender des Départementsverbands der Radikalen Partei.
1929 wurde Joseph-Paul Rambaud zum Senator gewählt und 1938 im ersten Wahlgang wiedergewählt. Er gehörte dem Ausschuss für Hygiene, Versicherung und Sozialfürsorge, dem Ausschuss für allgemeine und kommunale Verwaltung, dem Ausschuss für das Militär und dem Ausschuss für Rechnungswesen an. Im Senat gehörte er der Fraktion Gauche démocratique an.
Am 10. Juli 1940 stimmte Joseph-Paul Rambaud gegen die Vollmachten für Philippe Pétain und wurde daraufhin vom Vichy-Regime seiner lokalen Mandate enthoben. Anschließend schloss er sich der Résistance an und trat der Bewegung Combat bei. Er gründet die Armée secrète (Geheimarmee) in der Ariège. Außerdem unterstützte er junge Menschen, die sich dem obligatorischen Arbeitsdienst widersetzten, und Personen, die im Lager Le Vernet interniert waren.
Am 17. Juni 1944 wurde Joseph-Paul Rambaud verhaftet und nach Buchenwald deportiert, wo er am 2. Oktober 1944 starb (Häftlingsnummer 69469).
Er wurde 1935 als Offizier der Ehrenlegion ausgezeichnet. In Pamiers ist ein Collège nach ihm benannt.